# Mausoléu de Ho Chi Minh

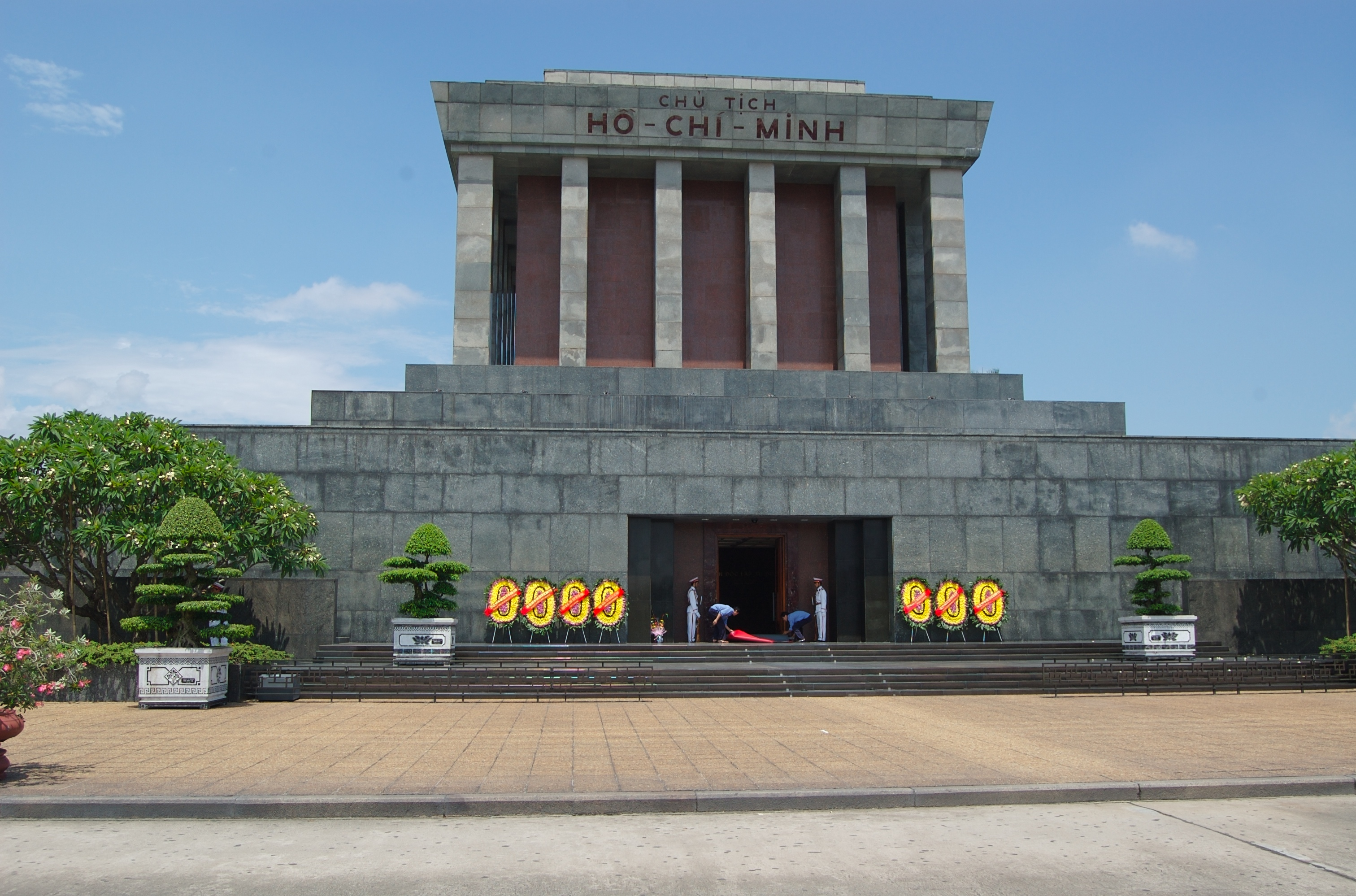
Mausoléu de Hồ Chí Minh em Hanoi

O Mausoléu de Hồ Chí Minh (vietnamita: Lang Hồ Chí Minh) é um grande monumento onde está o corpo do líder vietnamita Hồ Chí Minh, preservado em um caixão de vidro no salão central do mausoléu, em Hanói, Vietnã. Está localizado no centro da Praça Ba Ðình, o local onde Ho leu a Declaração da Independência, em 2 de setembro de 1945, que institui a República Democrática do Vietnã. O mausoléu é fechado ocasionalmente para restauração e preservação do trabalho sobre o corpo, mas é normalmente aberto diariamente das 9h00 ao meio-dia ao público.
Existem regras rigorosas sobre o comportamento no mausoléu, como formar fila em linhas de duas pessoas e não se apontar em nenhuma direção; também é exigido silêncio total no mausoléu. O tabagismo, e fotografias ou filmagems do caixão de Ho ou qualquer outro local também são proibidas. Estas regras são aplicadas rigorosamente pelos agentes e guardas.

## Visitantes
Toda semana mais de 15.000 pessoas visitam o mausoléu de Ho Chi Minh. Muitos indivíduos e organizações visitam o mausoléu durante as férias, e no aniversário do Vietname. Especialmente as pessoas da aldeia em que nasceu Ho Chi Minh visitam o local.

## Construção
Os trabalhos de construção começou em 2 de setembro de 1973 e a estrutura foi formalmente inaugurado em 29 de agosto de 1975. O mausoléu foi inspirado no Mausoléu de Lenin em Moscou, mas incorpora elementos arquitetônicos vietnamitas distintos, como o telhado inclinado. O exterior é feito de granito cinzento, enquanto que o interior é de pedra polida cinza, preta e vermelha. O pórtico do mausoléu tem as palavras "Chu tịch Hồ Chí Minh" inscritos, que significa "Presidente Ho Chi Minh".
A estrutura tem 21,6 metros de altura e 41,2 metros de largura. Juntamente com o mausoléu há duas plataformas para visualização de desfiles. A praça em frente do mausoléu é dividida em 240 quadrados verdes separados por 1,4 metros de largura. Os jardins em torno do mausoléu têm mais de 240 espécies diferentes de plantas e flores, de diferentes regiões do Vietnã.
Embora Ho Chi Minh desejasse ser cremado pois seria "mais higiênico do que um enterro e também guardaria terras para fins agrícolas", depois desejava que suas cinzas fossem espalhadas nas colinas do norte, centro e sul do Vietname. Porém após sua morte ele foi embalsamado e foi construído o mausoléu para abrigar seu corpo. A União Soviética forneceu aos vietnamitas as tecnologias necessárias para o embalsamento e o caixão de cristal no qual o corpo de Ho está preservado.